# Armutsquote
Die Armutsquote ist eine volkswirtschaftliche Kennzahl, die den prozentualen Anteil der Personen an der gesamten Einwohnerzahl einer Volkswirtschaft angibt, die mit einem Einkommen unterhalb der Armutsgrenze auskommen müssen. Diese Gruppe wird als einkommensarm bezeichnet.

## Ermittlung
Die Armutsquote ergibt sich aus der Gegenüberstellung der einkommensarmen Bevölkerung mit der Gesamtbevölkerung: 
{\displaystyle {\text{Armutsquote}}={\frac {\text{einkommensarme Bevölkerung}}{\text{Gesamtbevölkerung}}}\cdot 100\,\%}.
Je höher der Anteil der einkommensarmen Bevölkerung an der Gesamtbevölkerung ausfällt, umso höher ist die Armutsquote und umgekehrt.

## Methoden
Hauptsächlich werden zwei verschiedene Methoden genutzt, diese Armutsgrenze zu definieren:
- Man orientiert sich am Mittel (Median) des Einkommenswerts der Bevölkerung. Von diesem Mittel ausgehend nimmt man einen bestimmten Prozentsatz, z. B. 50 % des mittleren (medianen) Äquivalenzeinkommens. Jede Person, der weniger zur Verfügung steht, zählt als „arm“. Diese Methode wird verwendet, um die sogenannte relative Armut zu berechnen.
- Man orientiert sich an einem bestimmten Warenkorb, dessen Kosten pro Monat berechnet die Armutsgrenze bilden. Der Anteil der Bevölkerung, der weniger zur Verfügung hat als den Wert des Warenkorbs, gilt als arm. Diese Methode bestimmt die absolute Armut. Manchmal werden auch zwei verschiedene Warenkörbe verwendet, nach denen die Gruppe der Armen in normale Armut und extreme Armut eingeteilt wird, je nachdem, welcher Warenkorb vom Monatseinkommen erworben werden kann.

Weiterhin gibt es komplexere Berechnungsformen, die neben dem Einkommen auch andere Indikatoren wie z. B. die Wohnsituation einbeziehen.

## Deutschland
Im Jahr 2009 betrug die Armutsquote in Deutschland 15 %, jeder sechste lebte in Armut. Das entspricht ca. 12,5 Millionen Menschen. 2012 lag die Armutsquote knapp unter 15 %, seit 1991 mit einer Quote von 11,16 % ist die Tendenz mit Ausnahme eines Zwischentiefs von 10,8 % im Jahr 1998 steigend. Als von Armut gefährdet gilt dabei, wer weniger als 60 % des mittleren äquivalenzgewichteten Nettohaushaltseinkommens zur Verfügung hat.
Im Vergleich der Bundesländer war 2019 die Armutsquote in Bremen am höchsten (22,6 %), gefolgt von Sachsen-Anhalt (21,4 %) und Mecklenburg-Vorpommern (20,4 %).
Im Jahr 2021 lag die Armutsquote laut Paritätischem Gesamtverband in Deutschland bei 16,6 %, entsprechend 13,8 Millionen Menschen. Hierbei wurden Höchststände von 17,9 % bei Rentnern, sowie 20,8 % bei Kindern und Jugendlichen erreicht (siehe hierzu auch: Kinderarmut in den Industrieländern, Altersarmut).